# Безель
Безель (нім. Bösel) — сільська громада в Німеччині, розташована в землі Нижня Саксонія. Входить до складу району Клоппенбург.
Площа — 100,1 км2. Населення становить 8550 ос. (станом на 31 грудня 2021).